# Eurofest 2013
L'ottava edizione di Eurofest è stata organizzata dall'emittente radiotelevisiva bielorussa BTRC per selezionare il rappresentante nazionale all'Eurovision Song Contest 2013 a Malmö.
La vincitrice è stata Alena Lanskaja con Rhythm of Love. Tuttavia alla manifestazione l'artista si è esibita con il brano Solayoh.

## Organizzazione
Dopo il debutto nel 2004, l'emittente bielorussa Belaruskaja Tele-Radio Campanija (BTRC) ha confermato la partecipazione all'Eurovision 2013 confermando successivamente l'organizzazione di una selezione nazionale per selezionare il suo rappresentante televisivo.
Il festival si è svolto in un'unica serata presso gli studi televisivi "600 Metrov" di Minsk, e ha visto 10 artisti sfidarsi per la possibilità di rappresentare la Bielorussia all'Eurovision Song Contest 2012. I risultati sono stati decretati da una combinazione di voto della giuria tecnica e del televoto.

### Giuria
La giuria è stata composta da:
- Henadz' Davydz'ka, presidente della BTRC;
- Vasil' Rainčyk, direttore del esso il Youth Variety Theater;
- Sjarhej Bandarčuk, direttore Circo di Stato Bielorusso;
- Viktar Valatkovič, professore universitario;
- Aljaksandr Jafrėmaŭ, direttore artistico del Film Actor's Studio Theater;
- Sjaehej Kuchto, direttore del canale BelMuzTV;
- Uladzimir Maksimkaŭ, direttore dell'agenzia Karambol;
- Maryjana Mal'čyk, vice capo del dipartimento della arti presso il Ministero della cultura;
- Aljaksandr Mežėnny, direttore della scuoal di danza Štam;
- Kanstancin Micheeŭ, compositore e giornalista;
- Larysa Muraška, professore associato presso l'Accademia di musica statale bielorussa;
- Viktoryja Papova, redattrice di dipartimento culturale del quotidiano Belarus Today;
- Aljaksandr Cichanovič, direttore e produttore generale Profiartvideon;
- Uladzimir Uhol'nik, professore universitario;
- Andrėk Chaladzinski, caporedattore e speaker di Alfa Radio;
- Taccjana Ščarbina, direttrice di Radius FM;
- Anatol' Jarmolenka, manager dei Sjabry.

## Partecipanti
BTRC ha aperto la possibilità di inviare proposte per la selezione dal 3 al 22 ottobre 2012. Le 82 proposte ricevute hanno preso parte alle audizioni dal vivo che si sono svolte tra il 30 e il 31 ottobre successivo presso il Youth Variety Theater di Minsk; una giuria ha quindi selezionato i 10 finalisti per la finale televisiva del 7 dicembre 2012.
| Artista        | Titolo                    | Lingua  | Compositori                     |
| -------------- | ------------------------- | ------- | ------------------------------- |
| Alena Lanskaja | Rhythm of Love            | Inglese | Leanid Šyryn, Jurij Vaščuk      |
| Aljaksej Hross | One Way Love              | Inglese | Marc Paelinck                   |
| Beaver Band    | Incredible Girl           | Inglese | Leanid Šyryn, Aljaksej Šyryn    |
| Daria          | Catch Me Again            | Inglese | Leanid Šyryn, Jurij Vaščuk      |
| Janki          | Letter to Mother          | Inglese | Jan Ženčak                      |
| Maks Lorens    | I Love Your Charming Eyes | Inglese | Valeryj Šoman, Maksim Sapac'koj |
| Nuteki         | Save Me                   | Inglese | Michail Nakarašvili             |
| Sacura         | Get Out of My Way         | Inglese | Stanislaŭ Sacura                |
| Uzari          | Secret                    | Inglese | Juryj Naŭrocki                  |
| Vital' Varonka | I Wonder How You          | Inglese | Vital' Varonka                  |

## Finale
La finale si è tenuta il 7 dicembre 2012 presso il "600 Metrov" Studio di Minsk, condotta da Vol'ha Ryžykava e Dzjanis Dudziński. L'ordine d'esibizione è stato reso noto il 5 dicembre 2012.
Durante la serata si sono esibiti inoltre Aleksandra & Konstantin e Dzmitryj Kaldun, rappresentanti della Bielorussia all'Eurovision Song Contest rispettivamente nel 2004 e nel 2007, mentre durante l'intervallo si è esibita Gunesh.
Alena Lanskaja è stata proclamata vincitrice trionfando sia nel televoto che nel voto della giuria.
| #  | Artista        | Titolo                    | Punteggio | Punteggio | Punteggio | Punteggio | Posizione |
| #  | Artista        | Titolo                    | Giuria    | Televoto  | Televoto  | Totale    | Posizione |
| -- | -------------- | ------------------------- | --------- | --------- | --------- | --------- | --------- |
| 1  | Vital' Varonka | I Wonder How You          | 2         | 1 773     | 5         | 7         | 9         |
| 2  | Maks Lorens    | I Love Your Charming Eyes | 5         | 1 896     | 6         | 11        | 5         |
| 3  | Alena Lanskaja | Rhythm of Love            | 12        | 10 370    | 12        | 24        | 1         |
| 4  | Janki          | Letter to Mother          | 8         | 1 518     | 2         | 10        | 7         |
| 5  | Beaver Band    | Incredible Girl           | 1         | 1 551     | 3         | 4         | 10        |
| 6  | Daria          | Catch Me Again            | 10        | 1 432     | 1         | 11        | 4         |
| 7  | Uzari          | Secret                    | 3         | 1 585     | 4         | 7         | 8         |
| 8  | Aljaksej Hross | One Way Love              | 4         | 1 904     | 7         | 11        | 6         |
| 9  | Nuteki         | Save Me                   | 7         | 4 237     | 10        | 17        | 2         |
| 10 | Sacura         | Get Out of My Way         | 6         | 2 044     | 8         | 14        | 3         |